# نادی‌رابه
نادی‌رابه (به مجاری:  Nagyrábé) یک منطقهٔ مسکونی در مجارستان است که در ناحیه پوشپوک‌لادانی واقع شده‌است. نادی‌رابه ۸۵٫۴۲ کیلومتر مربع مساحت و ۲٬۱۳۶ نفر جمعیت دارد.